# 福茨斯普林斯 (加利福尼亞州)
福茨斯普林斯（英語：Fouts Springs）是位於美國加利福尼亞州科盧薩縣的一個非建制地區。該地的面積和人口皆未知。

## 地理
福茨斯普林斯的座標為39°21′12″N 122°39′54″W / 39.35333°N 122.66500°W，而該地的平均海拔高度為522米（即1713英尺）。